# Alfred Weczerzick
Alfred Weczerzick oder Alfons Weczerzick (geboren 10. April 1864 in Herischdorf bei Warmbrunn in Schlesien; gestorben 1952 in Berlin) war ein deutscher Maler, Tiermaler und Illustrator.

## Leben

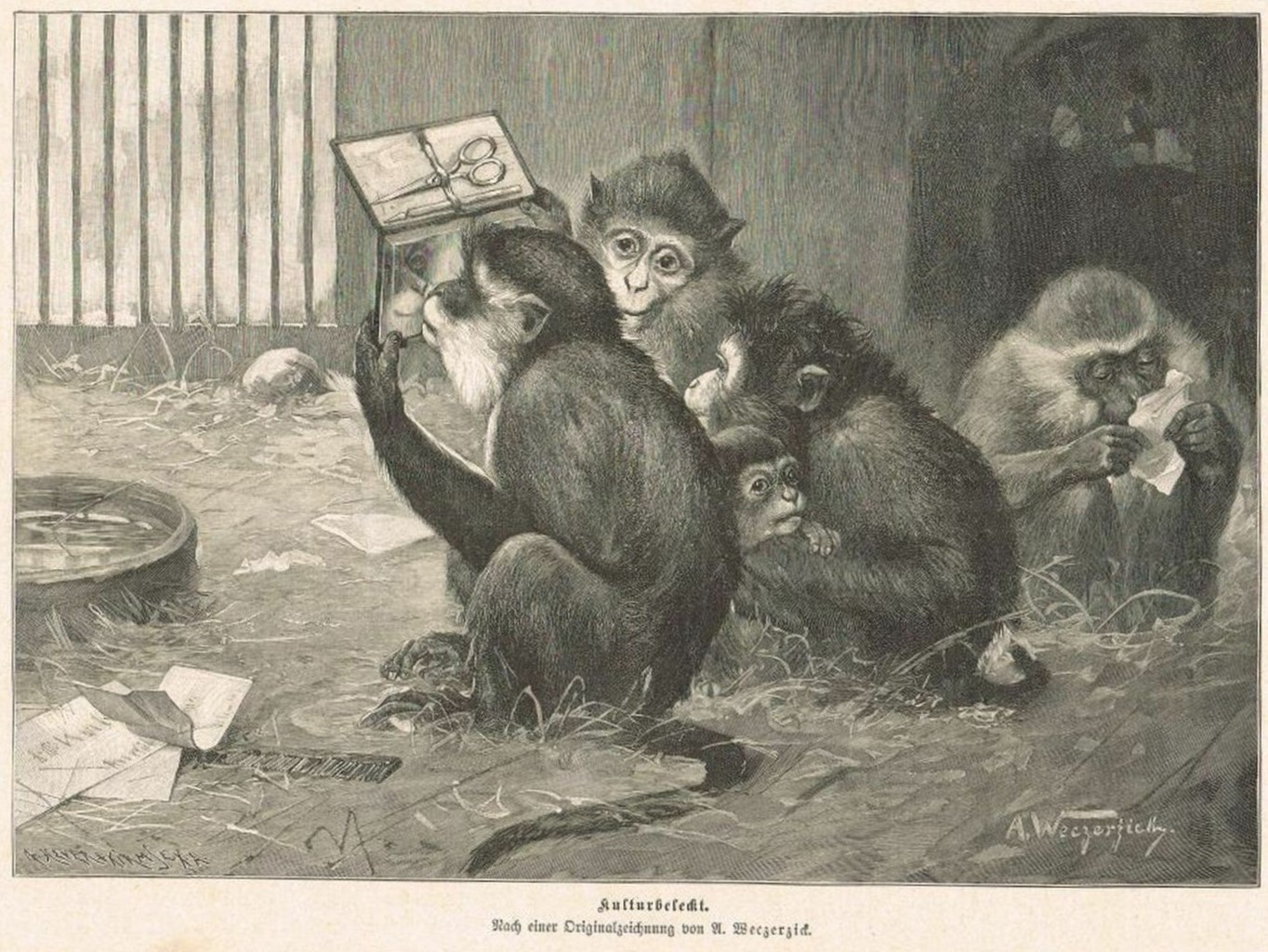
Holzstich Kulturbeleckt, 1899

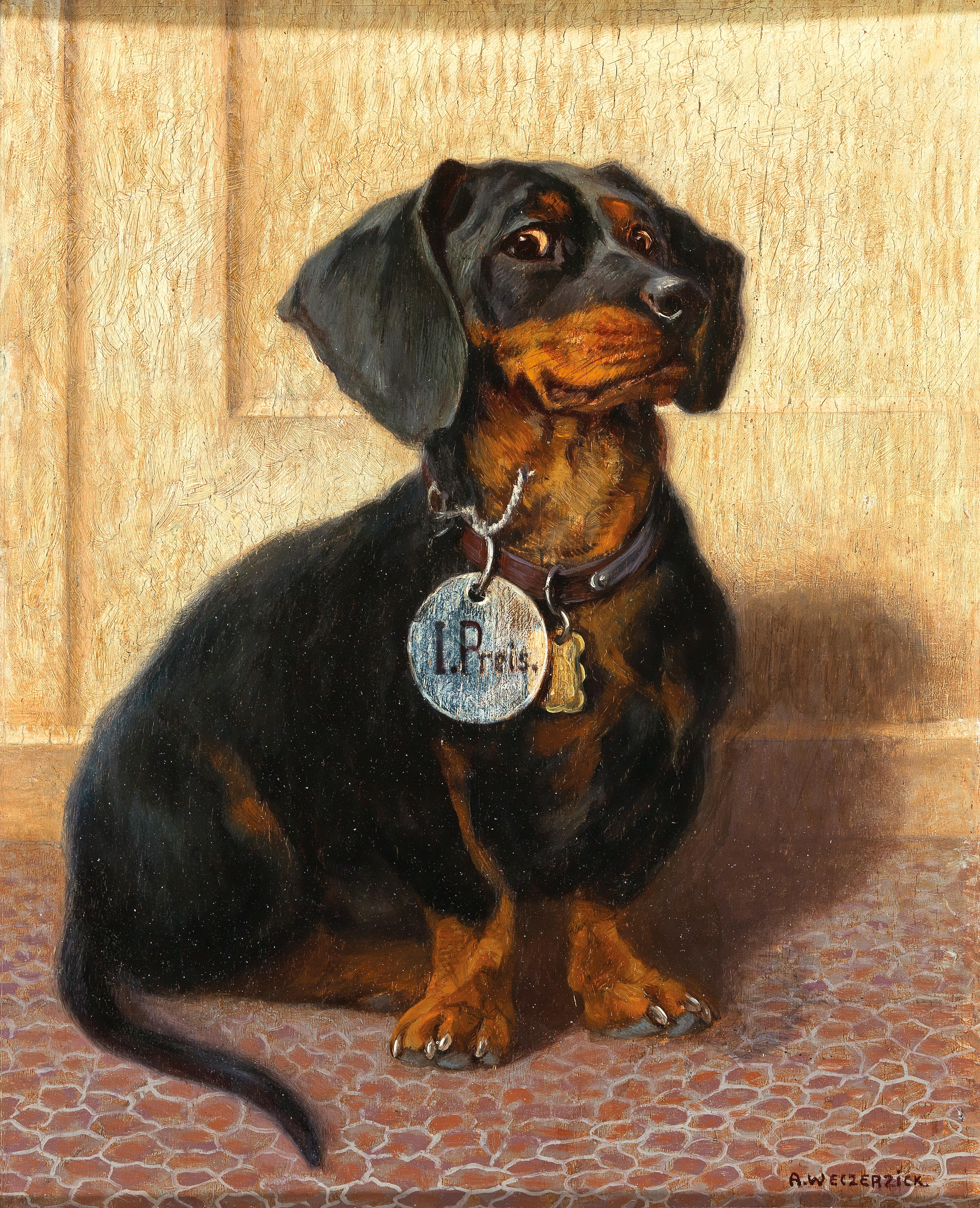
Der Gewinner, Öl auf Holz

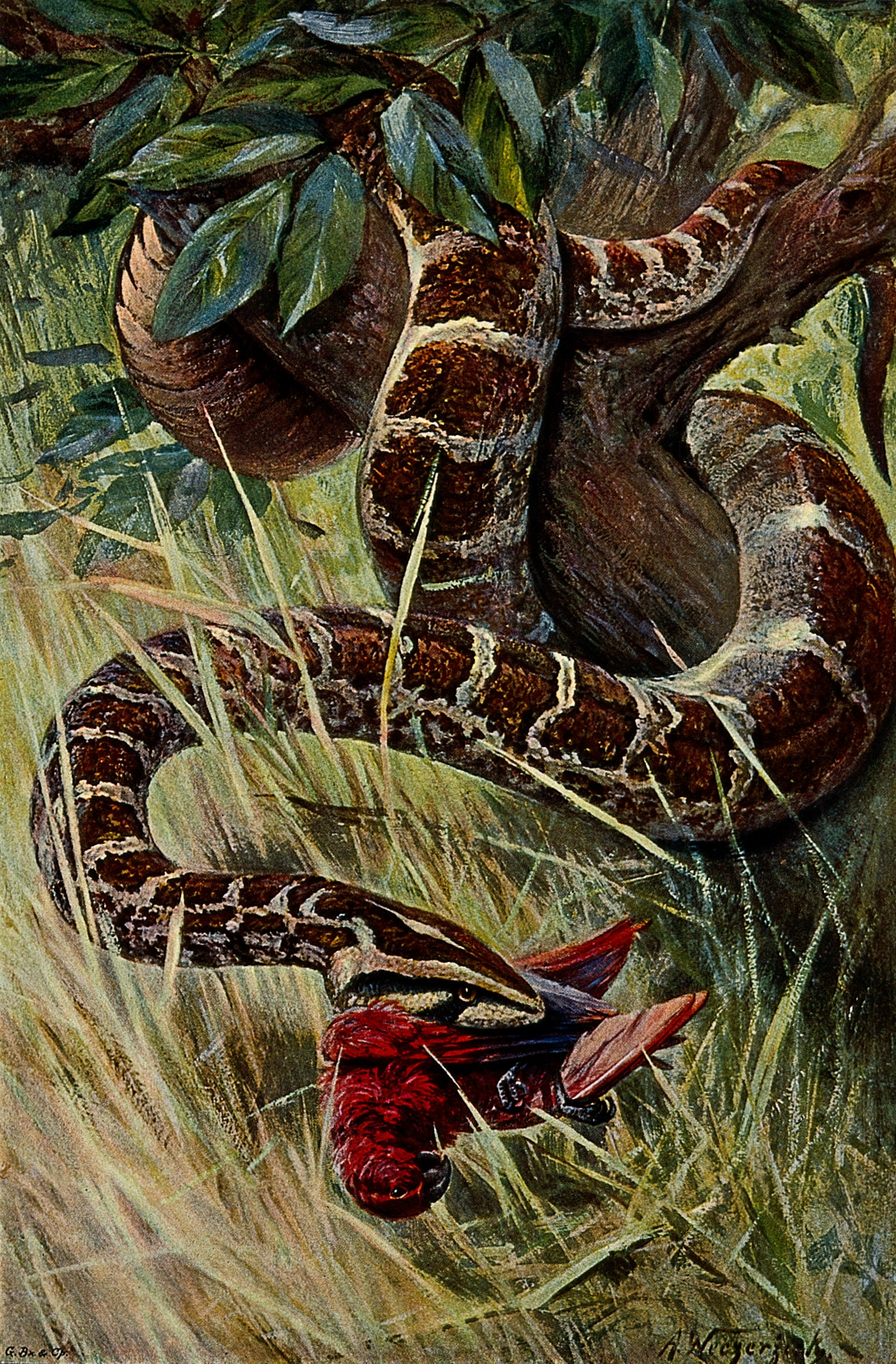
Indische Python verschlingt einen Papagei, kolorierte Lithografie;
im Besitz der Wellcome Collection, London

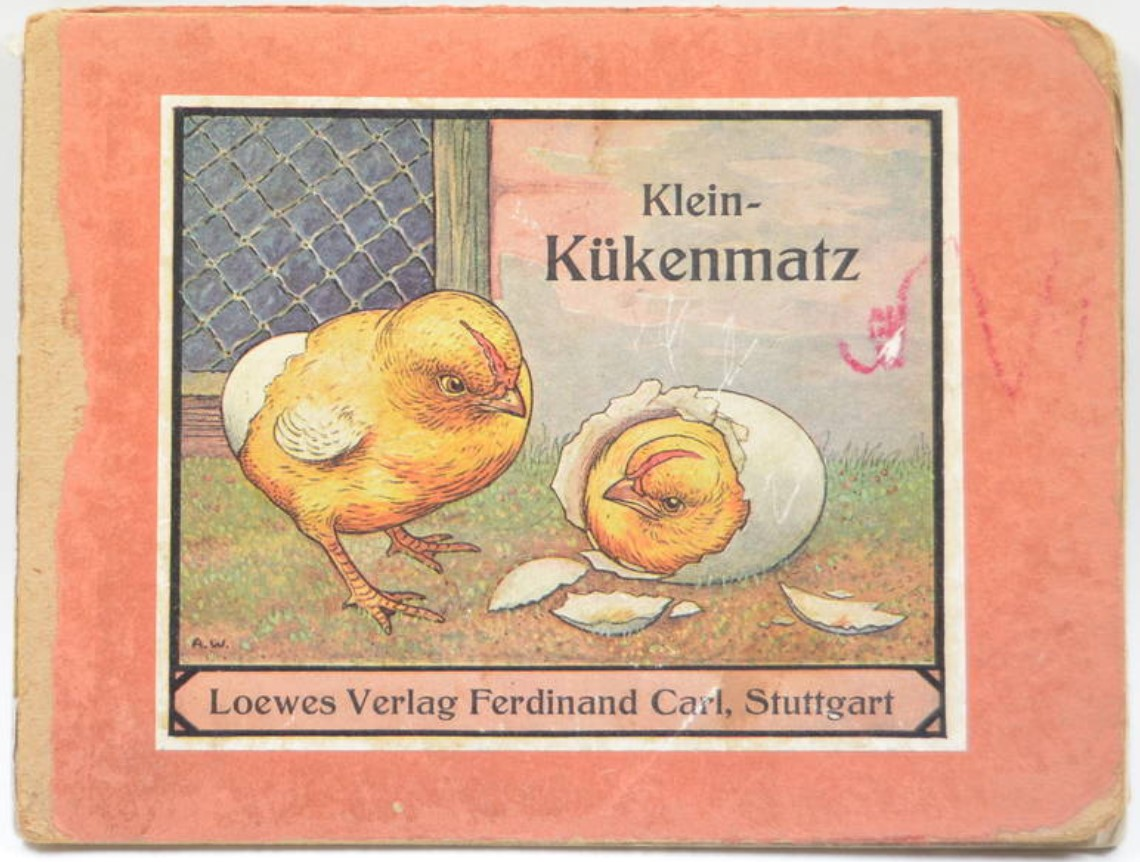
Bilderbuch-Illustration für das 1927 erschienene Klein-Kükenmatz;
mit Versen von Clara Espenhahn, Loewes Verlag Ferdinand Carl in Stuttgart; Museum für Sächsische Volkskunst

Alfred Weczerzick war Sohn eines Gutsbesitzers im schlesischen Herischdorf. Nach dem frühen Tod seines Vaters zog seine Mutter mit ihm nach Dresden, wo er seine Schulausbildung absolvierte. Die Schulferien verbrachte er regelmäßig im Riesengebirge bei seinem Großvater, Franz Pohl, dem damaligen Direktor der Josephinenhütte. Pohl züchtete in großen Vogelhäusern Auer- und Birkhühner, aber auch Exoten wie ausländische Fasane. Neben einer Forellenzucht besaß Weczerzicks Großvater auch große Jagdpächtereien. Schon als Zwölfjähriger begleitete Weczerzick ihn auf die Jagd, zudem hielt ihn Pohl zum Zeichnen der Tiere nach der Natur an.
Nach einer kaufmännischen Lehre besuchte er von 1882 die Unterrichtsanstalt des Kunstgewerbemuseums Berlin, bevor er 1886 und 1887 an der Preußischen Akademie der Künste in Berlin Schüler von Otto Brausewetter war, gefördert durch Paul Meyerheim, dessen Meisterschüler er wurde.
1889 debütierte er auf der Großen Berliner Kunstausstellung mit Bildern aus der Vogelwelt. Bekannt wurde er anfangs vor allem durch seine scharf beobachteten Darstellungen von Affen und Hunden. „Er ist auf den Hund gekommen,“ bemerkte sein Förderer Meyerheim einmal humoristisch. Seine Darstellungen spitzte Weczerzick novellistisch zu und pointierte sie ironisch-witzig, wie etwa in den Bildern Darwinismus, Der Egoist, Modellpause oder der Schwur auf dem Rütli.
Noch zur Kaiserzeit entdeckte Weczerzick im Berliner Lunapark in einem der sogenannten „Lachhäuser“, einem Lachkabinett, wie komisch auch Tiere dort wirken konnten. In der Folge schuf er mit Wasserfarben entsprechende Vorlagen beispielsweise mit der Abbildung eines verzerrten Dackels, der als Sammelbild-Farbdruck für die Schokoladenmarke Stollwerck 1910 in die Serie Im Lachkabinett einging.
Später erweiterte Weczerzick sein Stoffgebiet durch Darstellungen von Insekten sowie durch die Verbindung von Tieren und Landschaft, in die er gelegentlich auch menschliche Figuren einführte, vor allem die Figur des Schäfers. Auch Jagdszenen zählten zu den Motiven des Künstlers sowie Landschaften, die auch aus dem Ausland angekauft wurden.
Während Weczerzick in den 1890er Jahren vor allem die Berliner Akademie-Ausstellungen beschickte, konnten seine Werke ab 1904 in den Großen Berliner Kunstausstellungen, ab 1906 auch im Münchner Glaspalast gesehen werden.
Ab 1938 waren Werke Weczerzicks auf den Großen Deutschen Kunstausstellungen in München zu sehen.

## Weitere Werke
- Bauernlandschaft, Städtische Sammlung Berlin.[1]